# Zero Day
Zero Day é um filme independente norte-americano lançado em 2003 de drama e do gênero found footage. Dirigido por Ben Coccio, a história fictícia do filme é sobre um tiroteio em uma escola.

## Enredo
Andre Kriegman e Calvin Gabriel anunciam a intenção de atacar a escola em que estudam, chamando este plano de "Zero Day". Eles fazem um diário em vídeo com uma câmera, escondendo-a cuidadosamente de seus amigos e famílias. A maior parte do filme é retratado através de suas gravações de vídeo, e os mostra planejando, preparando e explicando alguns de seus motivos.
Outras cenas mostram os dois participando da festa de aniversário de Andre, jogando ovos podres na casa de alguém que eles não gostam, e Cal indo para o baile de formatura enquanto Andre trabalha em uma pizzaria. Em um de seus vídeos, Cal conta a origem do nome "Zero Day": Cal e Andre tinham, originalmente, planejado atacar no primeiro dia em que a temperatura caísse para zero graus depois de terem concluído seus preparativos. Este plano logo se revelou pouco prático, então, eles escolheram o dia 1 de maio de 2001 como a nova data para atacarem. Querendo que o ataque tivesse um nome memorável, eles concordaram em manter o título original.
A partir da segunda até a última cena do filme, é mostrado os garotos chegando na escola no dia 1 de maio e preparando seu plano e suas armas no carro de Andre. Andre diz que nunca teria conseguido realizar o Zero Day sem a ajuda de Cal, um sentimento que Cal ecoa. Eles vão para a escola, armados com três pistolas, uma carabina M1 e uma espingarda de bomba-ação de calibre 12, todas roubadas do pai e do primo de Andre. O tiroteio é mostrado através do ponto de vista das câmeras de segurança. O diálogo é ouvido através do celular de um aluno que é baleado e morto. Atirando em todos que vêem pela frente, Andre e Cal acabam vendo a aplicação da lei chegando em vigor após dezesseis minutos de tiroteio. Depois de discutirem se devem atirar contra a polícia, a dupla decide contar até três e atirar em si mesmos.
A próxima cena é mostrada no dia 10 de maio, nove dias depois do tiroteio. Um grupo de jovens se filmam indo para um estacionamento onde várias cruzes de memoriais estão levantadas. Eles dizem que Andre e Cal mataram doze alunos e eles mesmos. Ao encontrarem as cruzes da dupla, eles as incendeiam e voltam para seus carros. A última cena mostra as duas cruzes pegando fogo.

## Elenco
Em ordem de aparição:
Andre Keuck - Andre Kriegman
Cal Robertson - Calvin Gabriel
Christopher Coccio - Chris Kriegman
Gerhard Keuck - Pai de Andre
Johanne Keuck - Mãe de Andre
Rachel Benichak - Rachel Lurie
Pam Robertson - Mãe de Cal
Steve Robertson - Pai de Cal

## Produção
Ben Coccio lembra que estava em uma pizzaria no Brooklyn, em Nova York, Estados Unidos, no dia do massacre de Columbine, em 1999, e viu a cobertura do evento na televisão do restaurante, comentando: "Eu me lembro de pensar que fiquei surpreso por não ter acontecido antes". Coccio também ficou impressionado com a medida em que Eric Harris e Dylan Klebold planejaram o tiroteio, em comparação com os crimes improvisados de paixão que tipificaram outros tiroteios em escolas. Ben ficou ansioso para abordar a história de uma forma que fosse diferente e separado do incidente de Columbine, e descreveu sua própria opinião do ensino médio como um lugar de tensão onde "qualquer coisa podia acontecer a qualquer momento". A teoria de Ben quanto a alunos que causam tiroteios em suas escolas não é que eles eram os que mais sofriam bullying, pois estes alunos tendem a desenvolver sentimentos de inferioridade e são propensos a se prejudicar. Ben Coccio acha que atiradores que atacam suas escolas tendem a ser alunos com sentimentos de superioridade, e que, "quando outras pessoas não concordam com este fato, a coisa realmente fica feia."
Nenhuma das várias escolas secundárias de Connecticut, nos Estados Unidos, onde ele procurou filmar o filme, permitiria o acesso de Ben Coccio. Então, Ben acabou usando o interior de um prédio na State University of New York at Purchase, em Purchase, Nova York. O exterior da escola "apropriadamente tipo fortaleza" era a New Milford High School, em New Milford, Connecticut, onde Ben Coccio morou naquela época.
Quando fazia a chamada de elenco, Ben Coccio passou por todas as escolas de Connecticut à procura de adolescentes interessados em atuar e que não tinham muita ou nenhuma experiência profissional. Ben teve três dias de audições abertas. Andre Keuck respondeu a um anúncio que Ben Coccio colocou na revista Backstage e trouxe seu colega de escola e companheiro entusiasta de teatro, Cal Robertson, para a audição. Os dois haviam atuado em produções de Shakespeare no teatro Stratford Avon, em Stratford, Connecticut. Eles foram incentivados a improvisar durante toda a produção do filme. o Ator Andre Keuck negou qualquer relação do filme com o incidente de Columbine, que mesmo se eles quisessem ter feito alguma inspiração do tiroteio, naquela época não havia ainda nenhuma informação lançada ao público a respeito do ocorrido.

## Recepção
Zero Day recebeu críticas positivas dos críticos. Atualmente, o filme tem uma aprovação de 68% no site Rotten Tomatoes, assim como uma aprovação de 75% de audiência.
Foi considerado um fracasso de bilheteria, lucrando 8 mil dólares, contra um orçamento de 20.000 mil dólares.

## Prêmios
- Atlanta Film Festival – Prêmio do Grande Júri de 2003
- Boston Underground Film Festival – Melhor do Festival de 2003
- Film Fest New Haven – Prêmio de Escolha do Público, Melhor Drama de 2003
- Florida Film Festival – Prêmio do Grande Júri de 2003
- Rhode Island Film Festival – Prêmio do Público de 2003
- Slamdunk Film Festival – Prêmio do Grande Júri de 2003